# Hautefaye
Hautefaye [otfaj] est une commune française située dans le département de la Dordogne, en région Nouvelle-Aquitaine.
Elle est intégrée au parc naturel régional Périgord-Limousin.

## Géographie

### Généralités
Dans le quart nord-ouest du département de la Dordogne, la commune de Hautefaye est limitrophe du département de la Charente. Elle est située dans le nord du Ribéracois, à l'intérieur du parc naturel régional Périgord-Limousin, sur les hauteurs entre les vallées du Bandiat et de la Nizonne. C'est une commune rurale qui fait partie de l'aire d'attraction de Nontron, zonage d’étude défini par l'Insee, qui a remplacé en 2020 l'aire urbaine de Nontron dont elle ne faisait pas partie.
Traversé par la route départementale (RD) 95, le petit bourg de Hautefaye est situé, en distances orthodromiques, dix kilomètres au nord-nord-est de Mareuil et treize kilomètres à l'ouest de Nontron, 
La commune est également desservie à l'est par la RD 93.

### Communes limitrophes
Hautefaye est limitrophe de cinq communes, dont une dans le département de la Charente. À l'ouest, le territoire de Charras, en Charente, est distant de moins de 650 mètres.
| Mainzac (Charente)  |           | Javerlhac-et-la-Chapelle-Saint-Robert |
|                     | Hautefaye | Lussas-et-Nontronneau                 |
| Mareuil en Périgord |           | Connezac                              |

### Géologie et relief

#### Géologie
Situé sur la plaque nord du Bassin aquitain et bordé à son extrémité nord-est par une frange du Massif central, le département de la Dordogne présente une grande diversité géologique. Les terrains sont disposés en profondeur en strates régulières, témoins d'une sédimentation sur cette ancienne plate-forme marine. Le département peut ainsi être découpé sur le plan géologique en quatre gradins différenciés selon leur âge géologique. Hautefaye est située dans le deuxième gradin à partir du nord-est, un plateau formé de roches calcaires très dures du Jurassique que la mer a déposées par sédimentation chimique carbonatée, en bancs épais et massifs.
Les couches affleurantes sur le territoire communal sont constituées de formations superficielles du Quaternaire datant du Cénozoïque et de roches sédimentaires du Mésozoïque. La formation la plus ancienne, notée j3-4, date du Bathonien supérieur au Callovien, composée de calcaire cryptocristallin, localement crayeux. La formation la plus récente, notée CFp, fait partie des formations superficielles de type colluvions indifférenciées de versant, de vallon et plateaux issues d'alluvions, molasses, altérites. Le descriptif de ces couches est détaillé dans  les feuilles « no 710 - Montbron » et « no 734 - Nontron » de la carte géologique au 1/50 000 de la France métropolitaine, et leurs notices associées,.

Carte géologique d'Hautefaye.

#### Relief et paysages
Le département de la Dordogne se présente comme un vaste plateau incliné du nord-est (491 m, à la forêt de Vieillecour dans le Nontronnais, à Saint-Pierre-de-Frugie) au sud-ouest (2 m à Lamothe-Montravel). L'altitude du territoire communal varie quant à elle entre 139 m et 206 m,.
Dans le cadre de la Convention européenne du paysage entrée en vigueur en France le 1er juillet 2006, renforcée par la loi du 8 août 2016 pour la reconquête de la biodiversité, de la nature et des paysages, un atlas des paysages de la Dordogne a été élaboré sous maîtrise d’ouvrage de l’État et publié en octobre 2020. Les paysages du département s'organisent en huit unités paysagères et 14 sous-unités. La commune fait partie du Périgord central, un paysage vallonné, aux horizons limités par de nombreux bois, plus ou moins denses, parsemés de prairies et de petits champs.
La superficie cadastrale de la commune publiée par l'Insee, qui sert de référence dans toutes les statistiques, est de 12,47 km2,,. La superficie géographique, issue de la BD Topo, composante du Référentiel à grande échelle produit par l'IGN, est quant à elle de 12,41 km2.

### Hydrographie

#### Réseau hydrographique
La commune est située pour partie dans le bassin de la Dordogne et pour partie dans   le bassin versant de la Charente au sein du Bassin Adour-Garonne. Aucun cours d'eau permanent n'est répertorié sur la commune,.

#### Gestion et qualité des eaux

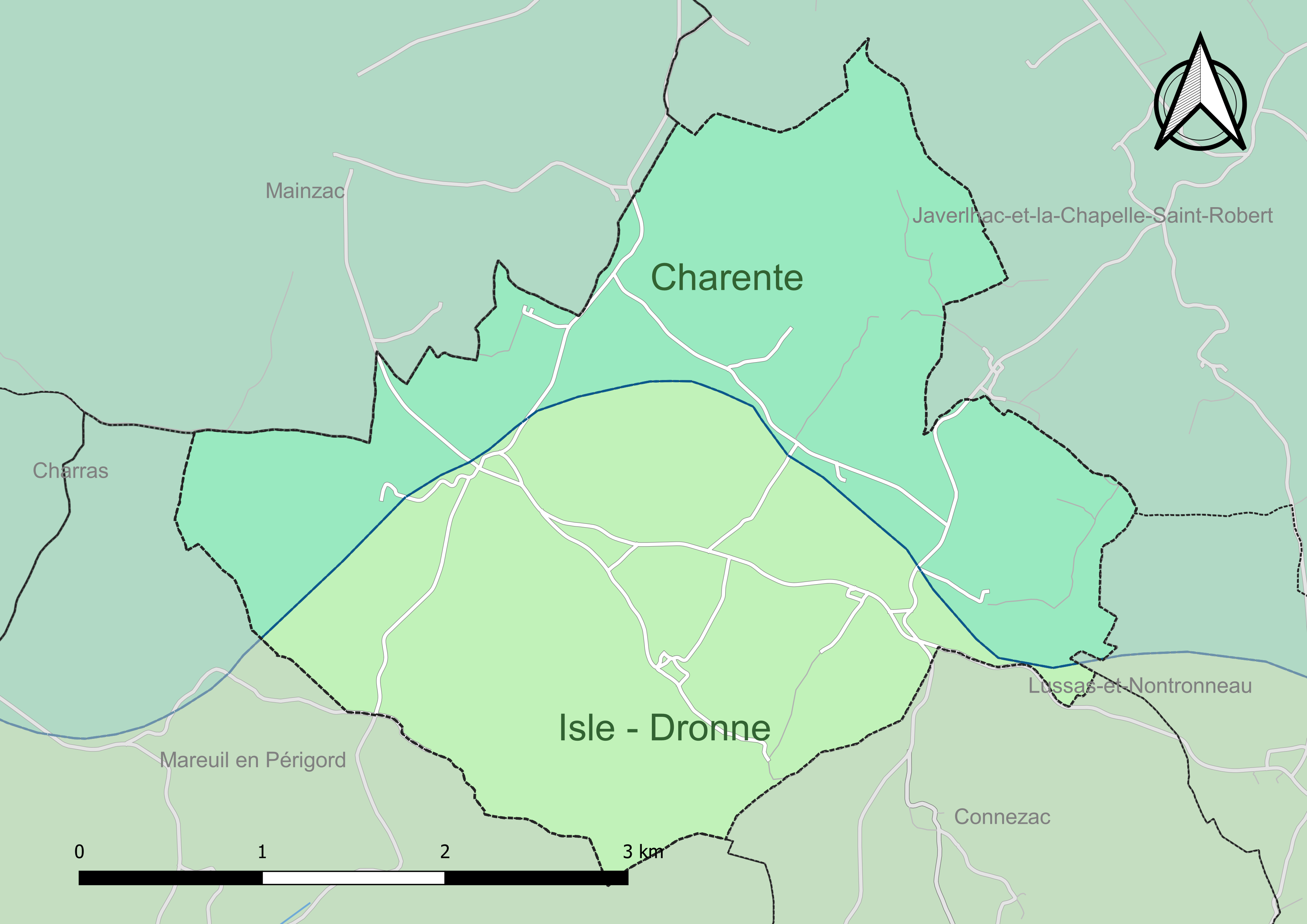
Carte des schémas d'aménagement et de gestion des eaux (SAGE) couvrant le territoire communal de Hautefaye.

Bien qu'aucun cours d'eau ne baigne la commune, celle-ci est néanmoins couverte par les schémas d'aménagement et de gestion des eaux (SAGE) « Charente » et « Isle - Dronne » pour les eaux de ruissellement et les eaux souterraines. Le SAGE « Charente », dont le territoire correspond au bassin de la Charente, d'une superficie de 9 300 km2, a été approuvé le 19 novembre 2019. La structure porteuse de l'élaboration et de la mise en œuvre est l'établissement public territorial de bassin Charente. Le SAGE « Isle - Dronne », dont le territoire regroupe les bassins versants de l'Isle et de la Dronne, d'une superficie de 7 500 km2, a été approuvé le 2 août 2021. La structure porteuse de l'élaboration et de la mise en œuvre est l'établissement public territorial de bassin de la Dordogne (EPIDOR). Ils définissent chacun sur leur territoire les objectifs généraux d’utilisation, de mise en valeur et de protection quantitative et qualitative des ressources en eau superficielle et souterraine, en respect des objectifs de qualité définis dans le troisième SDAGE  du Bassin Adour-Garonne qui couvre la période 2022-2027, approuvé le 10 mars 2022.
Au nord, à l'est et à l'ouest, environ la moitié du territoire communal correspond au bassin versant du Bandiat et dépend du SAGE Charente. Au centre et au sud, la zone restante est rattachée au SAGE Isle - Dronne.

### Climat
Pour des articles plus généraux, voir Climat de la Nouvelle-Aquitaine et Climat de la Dordogne.
Historiquement, la commune est dans une zone de transition entre les climats océaniques aquitain et limousin.  
En 2020, Météo-France publie une typologie des climats de la France métropolitaine dans laquelle la commune est exposée à un climat océanique altéré et est dans la région climatique  Aquitaine, Gascogne, caractérisée par une pluviométrie abondante au printemps, modérée en automne, un faible ensoleillement au printemps, un été chaud (19,5 °C), des vents faibles, des brouillards fréquents en automne et en hiver et des orages fréquents en été (15 à 20 jours).
Pour la période 1971-2000, la température annuelle moyenne est de 12,1 °C, avec  une amplitude thermique annuelle de 14,8 °C. Le cumul annuel moyen de précipitations est de 963 mm, avec 12,7 jours de précipitations en janvier et 7,3 jours en juillet. Pour la période 1991-2020, la température moyenne annuelle observée sur la station météorologique la plus proche, située sur la commune de Saint-Martial-Viveyrol à 23 km à vol d'oiseau, est de 13,3 °C et le cumul annuel moyen de précipitations est de 862,3 mm,. Pour l'avenir, les paramètres climatiques de la commune estimés pour 2050 selon différents scénarios d’émission de gaz à effet de serre sont consultables sur un site dédié publié par Météo-France en novembre 2022.

## Urbanisme

### Typologie
Au 1er janvier 2024, Hautefaye est catégorisée commune rurale à habitat très dispersé, selon la nouvelle grille communale de densité à 7 niveaux définie par l'Insee en 2022.
Elle est située hors unité urbaine. Par ailleurs la commune fait partie de l'aire d'attraction de Nontron, dont elle est une commune de la couronne,. Cette aire, qui regroupe 19 communes, est catégorisée dans les aires de moins de 50 000 habitants,.

### Occupation des sols
L'occupation des sols de la commune, telle qu'elle ressort de la base de données européenne d’occupation biophysique des sols Corine Land Cover (CLC), est marquée par l'importance des forêts et milieux semi-naturels (50,1 % en 2018), en diminution par rapport à 1990 (51,5 %). La répartition détaillée en 2018 est la suivante : 
forêts (50,1 %), zones agricoles hétérogènes (31,2 %), terres arables (18,7 %). L'évolution de l’occupation des sols de la commune et de ses infrastructures peut être observée sur les différentes représentations cartographiques du territoire : la carte de Cassini (XVIIIe siècle), la carte d'état-major (1820-1866) et les cartes ou photos aériennes de l'IGN pour la période actuelle (1950 à aujourd'hui).

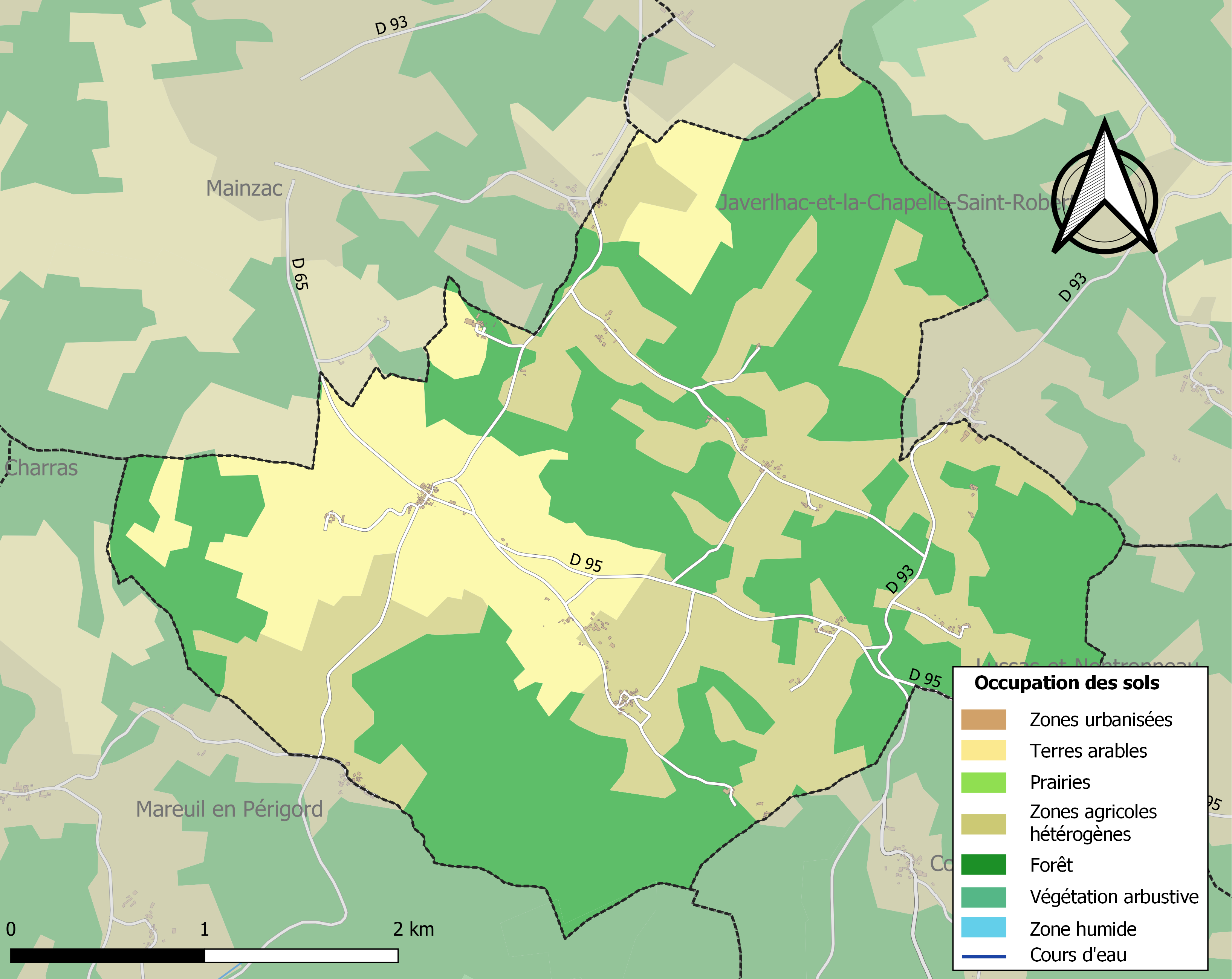
Carte des infrastructures et de l'occupation des sols de la commune en 2018 (CLC).

### Prévention des risques
Le territoire de la commune d'Hautefaye est vulnérable à différents aléas naturels : météorologiques (tempête, orage, neige, grand froid, canicule ou sécheresse), feux de forêts, mouvements de terrains et séisme (sismicité faible). Un site publié par le BRGM permet d'évaluer simplement et rapidement les risques d'un bien localisé soit par son adresse soit par le numéro de sa parcelle.
Hautefaye est exposée au risque de feu de forêt. L’arrêté préfectoral du 14 mars 2013 fixe les conditions de pratique des incinérations et de brûlage dans un objectif de réduire le risque de départs d’incendie. À ce titre, des périodes sont déterminées : interdiction totale du 15 février au 15 mai et du 15 juin au 15 octobre, utilisation réglementée du 16 mai au 14 juin et du 16 octobre au 14 février. En septembre 2020, un plan inter-départemental de protection des forêts contre les incendies (PidPFCI) a été adopté pour la période 2019-2029,.

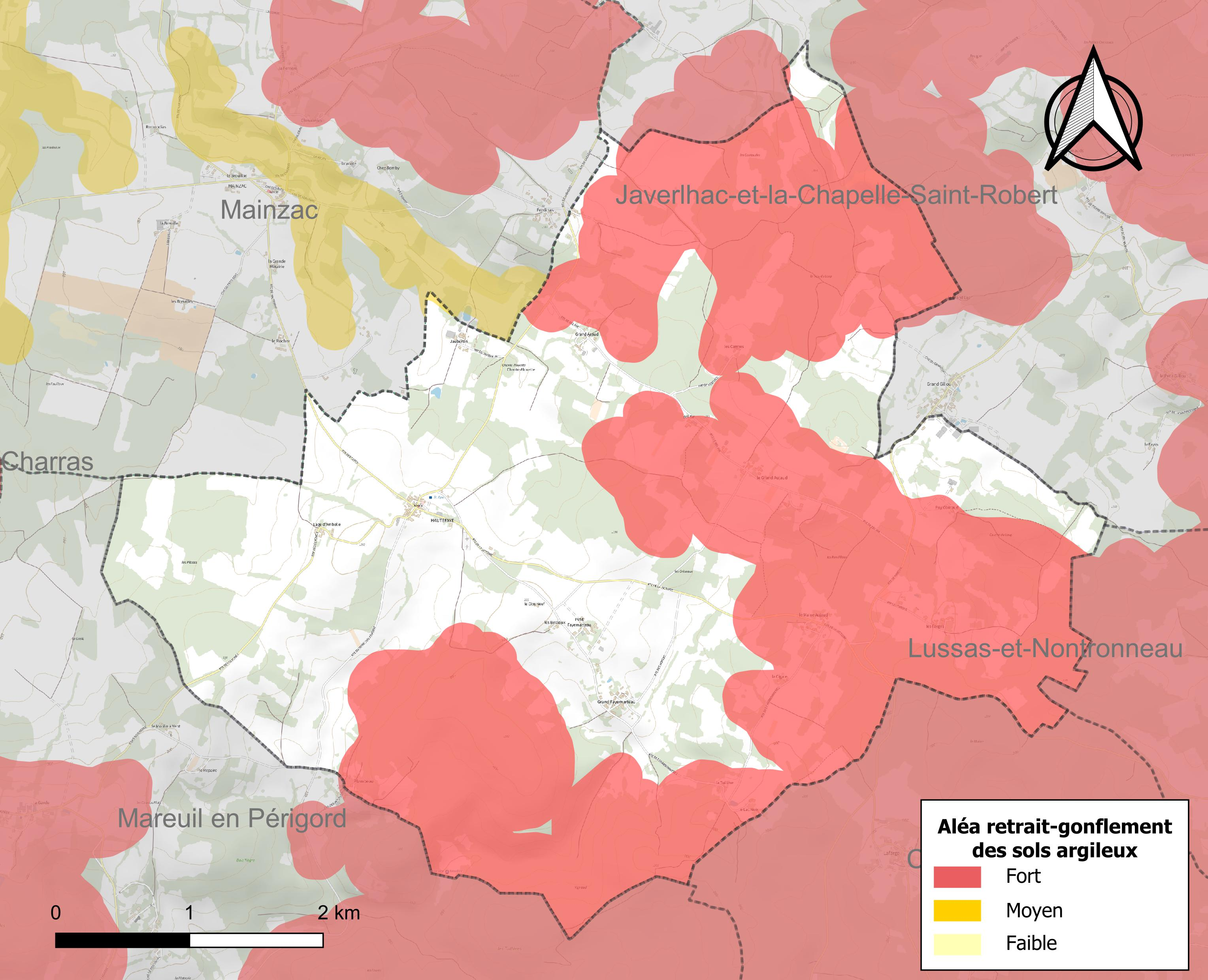
Carte des zones d'aléa retrait-gonflement des sols argileux d'Hautefaye.

Les mouvements de terrains susceptibles de se produire sur la commune sont des tassements différentiels. Le retrait-gonflement des sols argileux est susceptible d'engendrer des dommages importants aux bâtiments en cas d’alternance de périodes de sécheresse et de pluie. 54 % de la superficie communale est en aléa moyen ou fort (58,6 % au niveau départemental et 48,5 % au niveau national métropolitain). Depuis le 1er octobre 2020, en application de la loi ÉLAN, différentes contraintes s'imposent aux vendeurs, maîtres d'ouvrages ou constructeurs de biens situés dans une zone classée en aléa moyen ou fort,.
La commune a été reconnue en état de catastrophe naturelle au titre des dommages causés par les inondations et coulées de boue survenues en 1982, 1983 et 1999 et par des mouvements de terrain en 1999.

## Toponyme
En occitan, la commune porte le nom de Auta Fàia.

## Histoire
Hautefaye a été le théâtre, lors d'une foire le 16 août 1870, du supplice et de la mise à mort par immolation d'un jeune aristocrate local, Alain de Monéys, par la population du village. À la suite d'un malentendu, celui-ci est devenu un bouc émissaire dans le contexte de la guerre franco-prussienne et des passions exacerbées qu'elle a provoquées. Le caractère barbare de l'événement a été amplifié par des rumeurs de cannibalisme. Ces rumeurs sont dues notamment à des propos attribués au maire du village (« Mangez-le si vous voulez »), que Jean teulé a repris pour le titre de son ouvrage consacré à ce drame.
En décembre 1870, lors du procès qui s'est tenu à Périgueux, vingt villageois furent condamnés, dont quatre à la peine capitale, lesquels ont été exécutés sur la place d'Hautefaye. D'autres ont été déportés au bagne de Nouvelle-Calédonie.
Le détail de cette affaire a été relaté dans plusieurs monographies historiques.

## Politique et administration

### Rattachements administratifs et électoraux
Dès 1790, la commune de Hautefaye est rattachée au canton de Javerlhac qui dépend du district de Nontron jusqu'en 1795, date de suppression des districts. Lorsque ce canton est supprimé par la loi du 8 pluviôse an IX (28 janvier 1801) portant sur la « réduction du nombre de justices de paix », la commune est rattachée au canton de Nontron dépendant de l'arrondissement de Nontron.
Dans le cadre de la réforme de 2014 définie par le décret du 21 février 2014, ce canton disparaît aux élections départementales de mars 2015. La commune est alors rattachée électoralement au canton du Périgord vert nontronnais.

### Intercommunalité
Fin 2002, Hautefaye intègre dès sa création la communauté de communes du Périgord Nontronnais. Celle-ci est dissoute au 31 décembre 2013 et remplacée au 1er janvier 2014 par la communauté de communes du Périgord vert nontronnais. Au 1er janvier 2017, celle-ci fusionne avec la communauté de communes du Haut-Périgord pour former la nouvelle communauté de communes du Périgord Nontronnais.

### Administration municipale
La population de la commune étant comprise entre 100 et 499 habitants au recensement de 2017, onze conseillers municipaux ont été élus en 2020,.

### Liste des maires
| Période                                  | Période       | Identité                   | Étiquette | Qualité                                     |
| ---------------------------------------- | ------------- | -------------------------- | --------- | ------------------------------------------- |
| Les données manquantes sont à compléter. |               |                            |           |                                             |
|                                          |               |                            |           |                                             |
| 1977                                     | mars 2014     | Francis Michel Donnary     | SE        | Retraité                                    |
| mars 2014                                | juillet 2020  | Jean-Marie Portain         | DVD       | Agriculteur propriétaire-exploitant         |
| juillet 2020                             | novembre 2021 | Alain Roger Camille Martel |           |                                             |
| novembre 2021                            | janvier 2022  | Marie-Thérèse Portain      |           | Première adjointe faisant fonction de maire |
| janvier 2022                             | En cours      | Jean Manguy                |           |                                             |

## Équipements et services publics

### Justice
Dans le domaine judiciaire, Hautefaye relève : 
- du tribunal judiciaire, du tribunal pour enfants, du conseil de prud'hommes et du tribunal de commerce de Périgueux ;
- du pôle Nationalité du tribunal judiciaire de Périgueux (compétent uniquement dans le domaine de la nationalité) ;
- de la cour d'appel, du tribunal administratif et de la  cour administrative d'appel de Bordeaux.

## Population et société

### Démographie
L'évolution du nombre d'habitants est connue à travers les recensements de la population effectués dans la commune depuis 1793. Pour les communes de moins de 10 000 habitants, une enquête de recensement portant sur toute la population est réalisée tous les cinq ans, les populations de référence des années intermédiaires étant quant à elles estimées par interpolation ou extrapolation. Pour la commune, le premier recensement exhaustif entrant dans le cadre du nouveau dispositif a été réalisé en 2007.

En 2022, la commune comptait 128 habitants, en évolution de −3,76 % par rapport à 2016 (Dordogne : +0,37 %, France hors Mayotte : +2,11 %).
| 1793 | 1800 | 1806 | 1821 | 1831 | 1836 | 1841 | 1846 | 1851 |
| ---- | ---- | ---- | ---- | ---- | ---- | ---- | ---- | ---- |
| 440  | 389  | 356  | 659  | 436  | 472  | 469  | 435  | 468  |

| 1856 | 1861 | 1866 | 1872 | 1876 | 1881 | 1886 | 1891 | 1896 |
| ---- | ---- | ---- | ---- | ---- | ---- | ---- | ---- | ---- |
| 449  | 445  | 445  | 409  | 384  | 405  | 364  | 359  | 350  |

| 1901 | 1906 | 1911 | 1921 | 1926 | 1931 | 1936 | 1946 | 1954 |
| ---- | ---- | ---- | ---- | ---- | ---- | ---- | ---- | ---- |
| 316  | 312  | 294  | 268  | 248  | 265  | 252  | 258  | 221  |

| 1962 | 1968 | 1975 | 1982 | 1990 | 1999 | 2006 | 2007 | 2012 |
| ---- | ---- | ---- | ---- | ---- | ---- | ---- | ---- | ---- |
| 174  | 169  | 146  | 144  | 129  | 116  | 113  | 113  | 122  |

| 2017 | 2022 | - | - | - | - | - | - | - |
| ---- | ---- | - | - | - | - | - | - | - |
| 136  | 128  | - | - | - | - | - | - | - |

## Économie

### Emploi
En 2015, parmi la population communale comprise entre 15 et 64 ans, les actifs représentent cinquante-trois personnes, soit 40,8 % de la population municipale. Le nombre de chômeurs (sept) est resté stable par rapport à 2010 et le taux de chômage de cette population active s'établit à 12,7 %.

### Établissements
Au 31 décembre 2015, la commune compte six établissements, dont deux au niveau des commerces, transports ou services, deux dans l'agriculture, la sylviculture ou la pêche, un dans l'industrie, et un relatif au secteur administratif.

### Équipements, services et vie locale
La ferme-auberge et camping à la ferme des Jaubertins possède une piste réservée aux ULM (LF2449).

## Culture locale et patrimoine

### Lieux et monuments

Église Notre-Dame-de-l'Assomption
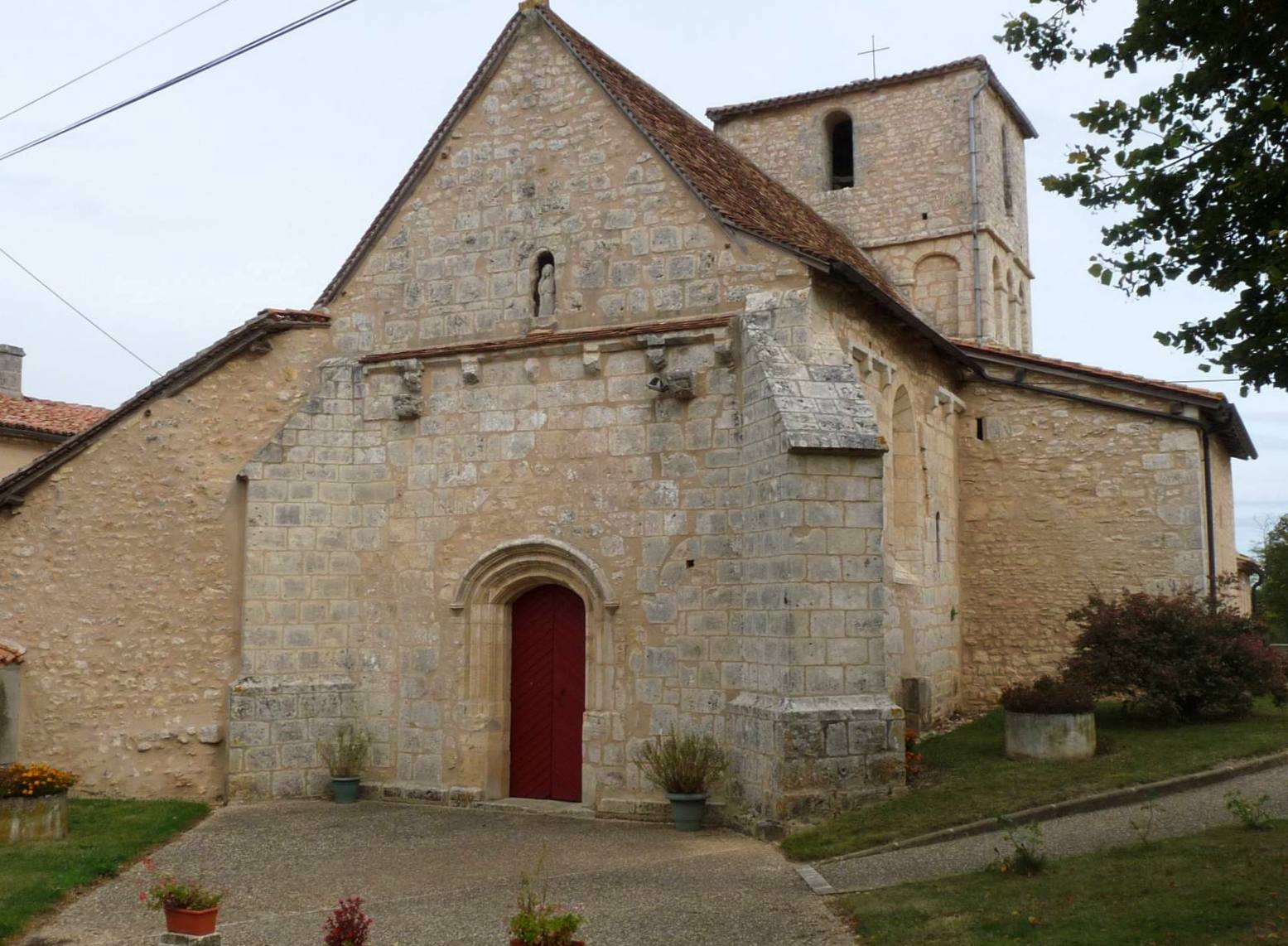
La façade.
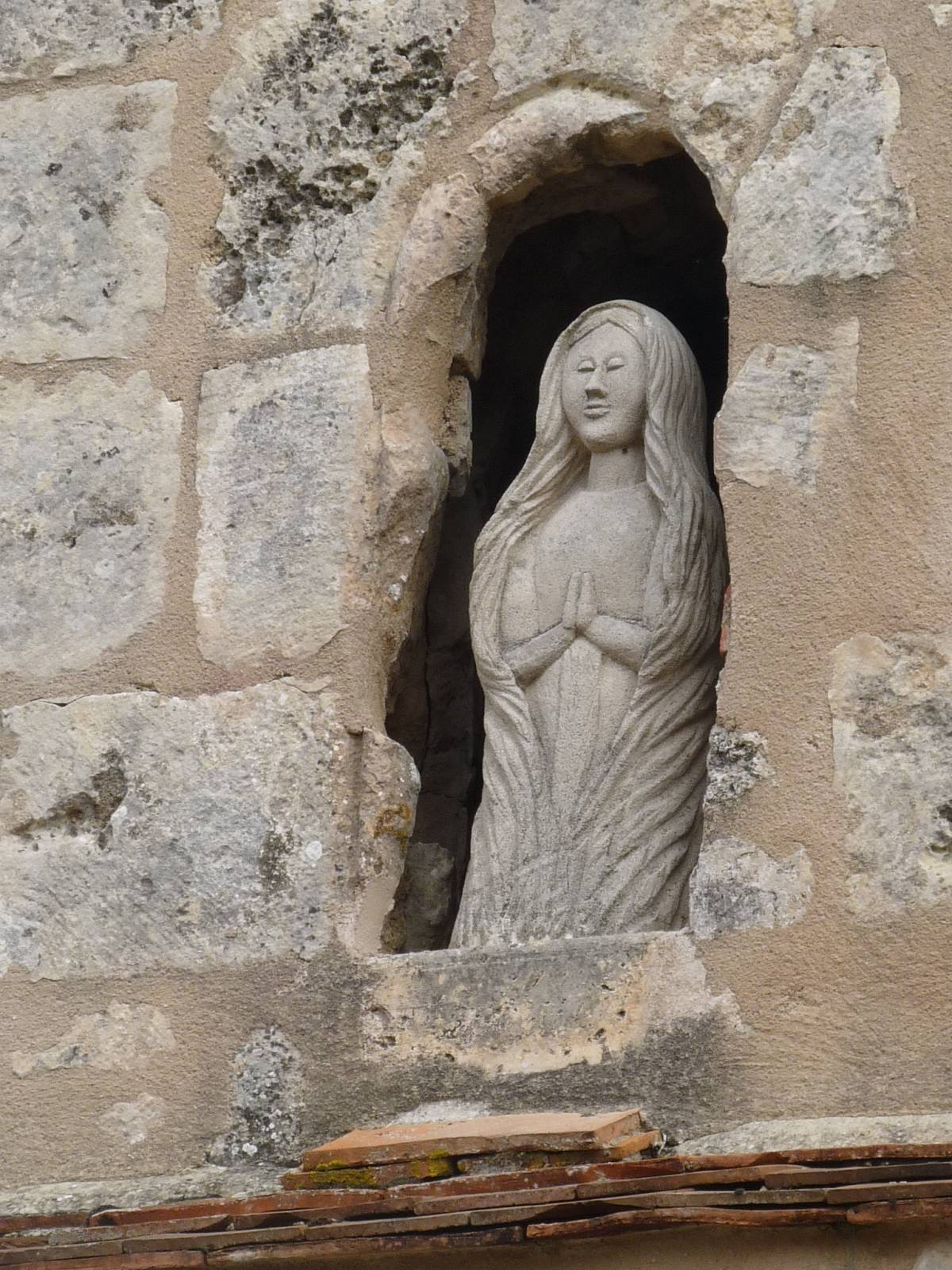
Statuette de la Vierge sur le tympan.
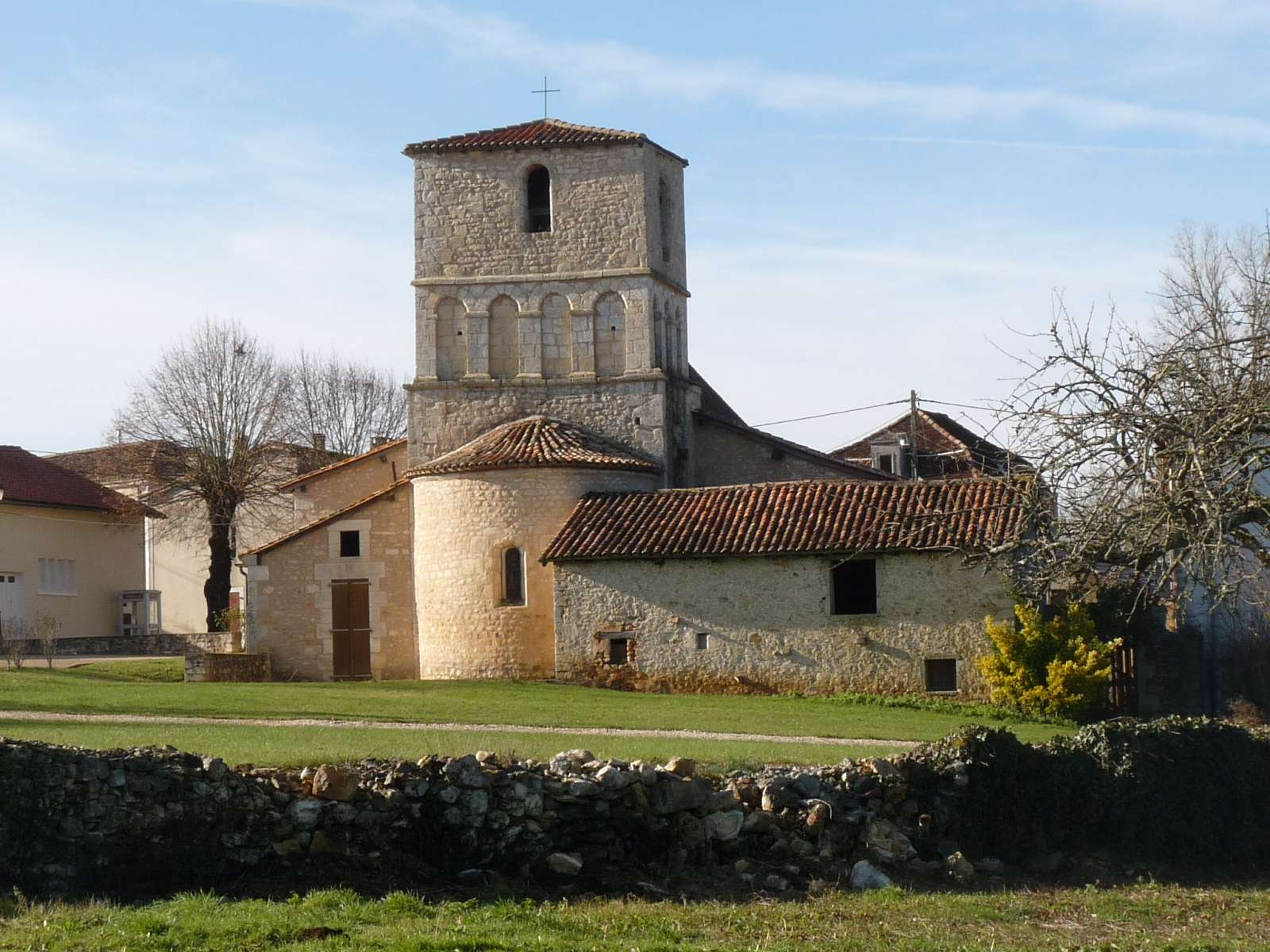
Vue du nord.
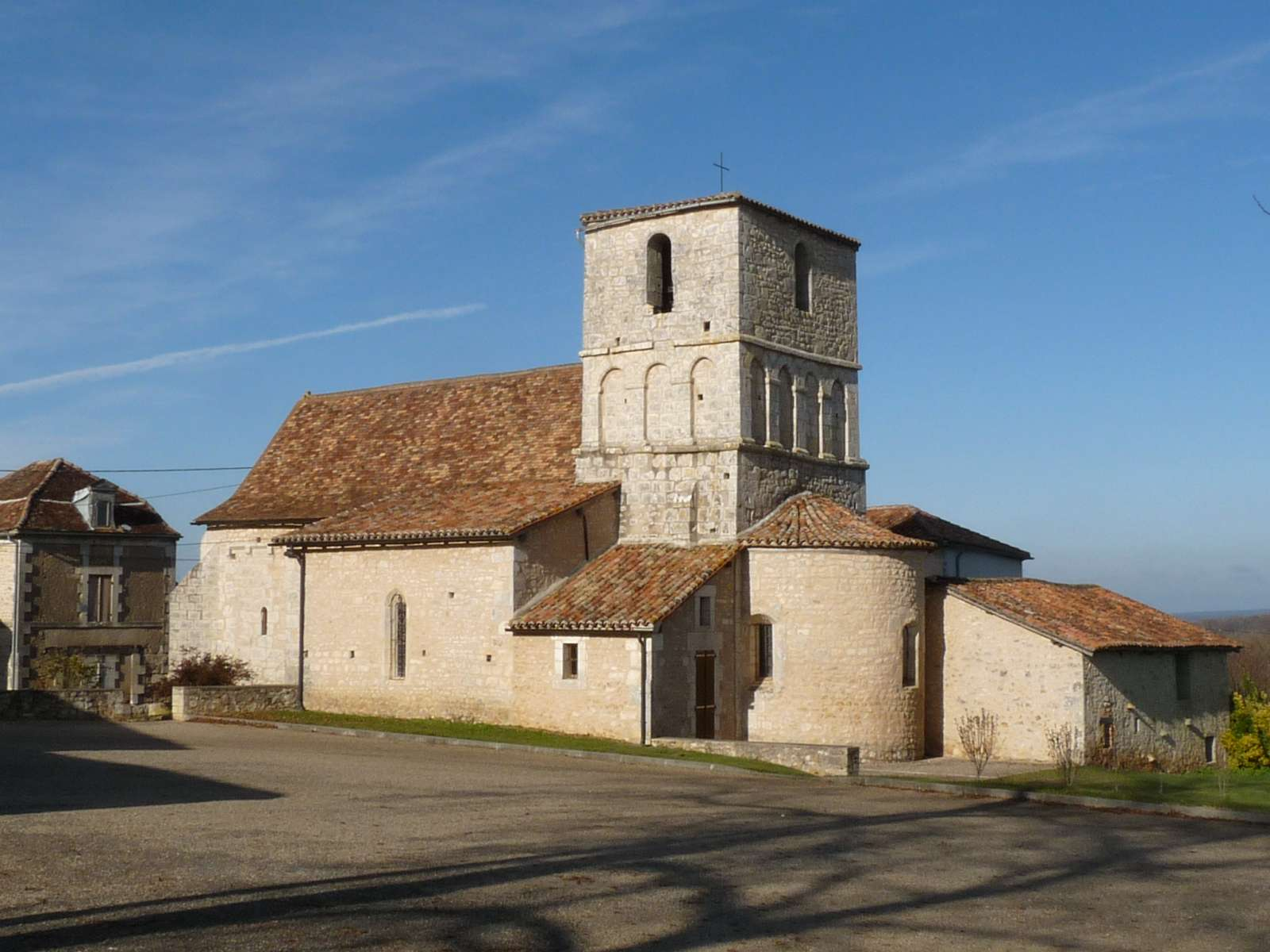
Vue du sud.

- Église Notre-Dame-de-l'Assomption
- La façade.
- Statuette de la Vierge sur le tympan.
- Vue du nord.
- Vue du sud.

### Pèlerinage
Le pèlerinage du 15 août (ou du dimanche suivant), dédié à Notre-Dame de l'Assomption est mentionné pour la première fois en 1492 lorsque Anne de Bretagne y envoya son frère et l'une de ses dames d'honneur.
Après être tombé en désuétude depuis longtemps, il fut remis d'actualité par le curé de la paroisse dans les années 1930-1940. En 2008, la procession a encore attiré plus de quatre-vingts pèlerins.

## Pour approfondir